# Centromerus longibulbus
Centromerus longibulbus là một loài nhện trong họ Linyphiidae.
Loài này thuộc chi Centromerus. Centromerus longibulbus được James Henry Emerton miêu tả năm 1882.